# Алі Тазієв
Алі́ Муса́євич Тазі́єв (інг. Тазинаькъан Мусай Ӏаьла), також відомий як Ахмед Євлоєв, Магомет Євлоєв та Емір Магас (нар. 19 серпня 1974, Насир-Корт, Чечено-Інгушська  АРСР, СРСР) — інгуський польовий командир, бригадний генерал Збройних сил ЧРІ (2006), учасник збройної боротьби за свободу ЧРІ у 1990-их — 2000-их, 2-й амір Вілаяту Галгайче (Інгушетія) військового крила Імарату Кавказ, 4-й емір Кавказького фронту ЗС ЧРІ.
30 вересня 2006 року призначений на посаду командувача Кавказьким фронтом Збройних сил ЧРІ за наказом Доку Умарова. У липні 2007 року, через рік після смерті Шаміля Басаєва, Тазієв став його офіційним наступником на посаді найвищого воєначальника повстанських сил.

## Біографія
Народився 19 серпня 1974 року в Насир-Корті Назрановського району Чечено-Інгушської АРСР, РРФСР, СРСР. 
За походженням — етнічний інгуш, який виріс у Грозному, Чечня. Брав участь у Першій російсько-чеченській війні, після закінчення якої повернувся в Інгушетію і пішов служити в міліцію. Там його підвищили до міліції МВС Інгушетії, де йому надано звання капітана.
На початку Другої російсько-чеченської війни повернувся до ЧРІ та став заступником командира Шаміля Басаєва, перш ніж Басаєв доручив йому використовувати його родинні та кланові зв’язки, щоб розпочати формування збройних груп в Інгушетії. 
На цій посаді він був одним з командувачів рейду на Назрань (2004), під час якого внаслідок одночасних загальнонаціональних нападів на поліцейські дільниці вбито понад 80 російських силовиків в столиці Назрані. За даними ФСБ, під час нападу Тазієв власноруч убив в.о. міністра внутрішніх справ Інгушетії Абубакара Костоєва.
Був внесений РФ до списку загиблих терористів після захоплення заручників у Беслані 2004 року, оскільки людину, яка вела переговори від імені заручників оголосили мертвою, а її тіло нібито ідентифіковано під час штурму школи. 
Ці повідомлення виявилися неправдивими через два роки, коли Тазієва оголосили в розшук за вбивство заступника міністра внутрішніх справ Інгушетії Джабраїла Костоєва в травні 2006 року.   Хоча учасник облоги, відомий як Алі, мав схожі риси обличчя з Тазієвим, профіль його обличчя був значно іншим. 
За даними ФСБ, Алі Тазієв був міліціонером МВС Інгушетії, який безслідно зник у 1998 році та був офіційно оголошений померлим у 2000 році, але натомість міг приєднатися до сил Чеченської Республіки Ічкерія.
Після загибелі засновника організації Ільяса Горчханова під час рейду на Нальчик у 2005 році, Тазієв став наступним у черзі, щоб взяти на себе керівництво Вілаятом Галгайче. У 2006 році було неправильно повідомлено про його вбивство в результаті операції ФСБ, унаслідок якої загинув Шаміль Басаєв. 
Через місяць після смерті Басаєва президент ЧРІ Доку Умаров призначив Тазієва військовим керівником Кавказьким фронтом ЗС ЧРІ; при цьому Євлоєв все ще керував Вілаятом Галгайче. 
19 липня 2007 року Умаров присвоїв Тазієву звання військового аміра ЗС ЧРІ; його заступниками стали перший заступник Муханнад, другий — Тархан Газієв та третій — Асламбек Вадалов. 
7 жовтня 2007 року Умаров проголосив Імарат Кавказ, і вважається, що тепер він є Військовим аміром Імарату Кавказ, військовим підрозділом якого все ще є Кавказький фронт ЗС ЧРІ.
Влада Інгушетії каже, що Алі Тазієв був найбільш ефективним у вербуванні нових повстанців, ніж будь-який інший попередній командир.
Російські джерела також неодноразово звинувачували його в деяких з найбільш смертоносних нападів на сили безпеки в Інгушетії та сусідніх регіонах, включаючи рейди на Назрань (2004) та Нальчик (2005), в яких він тісно співпрацював з Шамілем Басаєвим, Доку Умаровим, Ільясом Горчхановим і Анзором Астеміровим. 
Крім того, на Тазієва покладено відповідальність за теракт проти президента Інгушетії Юнус-Бек Євкурова в червні 2009 року, внаслідок якого Євкурова важко поранено.
Широко поширена думка, що тактичні успіхи Тазієва на полі бою є результатом його роботи міліціонером МВС Інгушетії з 1996 по 1998 роки, перш ніж він зник разом зі своїм партнером і дружиною місцевого політика, якого їм доручили захищати. Жінка була звільнена в Грозному, у лютому 2000 року неушкодженою, партнер Тазієва виявився мертвим, а Магас приєднався до повстанців на Північному Кавказі.

## Захоплення і суд
9 червня 2010 року російська влада оголосила, що Тазієва схоплено після того, як добровільно здався інгушській поліції.[джерело?]
Через три роки після оголошення про його захоплення, 13 травня 2013 року в російському суді в Ростові-на-Дону розпочався суд. 
21 червня 2013 року глава Інгушетії Юнус-бек Євкуров виступив на суді як потерпілий і свідок. Російські ЗМІ показали відео дебатів між Тазієвим і Євкуровим, причому Магас відмовлявся просити вибачення за все, в чому його звинувачують, натомість сказавши, що проситиме вибачення лише у Бога.
15 жовтня 2013 року Північно-Кавказький окружний військовий суд визнав винним Алі Тазієва за низкою статей терористичної спрямованості та за сукупністю злочинів засудив його до довічного позбавлення волі з відбуванням у виправній колонії особливого режиму. Не погодившись із вироком, подав скаргу до Верховного суду РФ. 18 лютого 2014 року суд залишив скаргу без задоволення, вирок набрав чинності. Відбуває покарання у виправній колонії № 2 («Білий лебідь») у місті Солікамськ.